# Bertrand Créac'h
Pour les articles homonymes, voir Créac'h.
Bertrand Créac’h est un sculpteur français né à Poissy le 27 novembre 1947 et mort le 21 septembre 2022 qui vivait près de la Neuville-Garnier dans l'Oise. Il a également produit des dessins et des lavis.

## Biographie
Formé à l’École Boulle, il rencontre au début de son parcours les artistes Étienne-Martin, François Stahly, Michel Seuphor. 
« Mon travail participe à la fois du végétal, du minéral, des fluides, de la nature et de ses rythmes », dit l'artiste présentant son travail.

## Expositions et collections publiques

### Expositions personnelles
- 1982 Ville de Cogolin
- 1983 Galerie d'art de l'aéroport d'Orly-Ouest
- 1987 Galerie Sculptures, Paris
- 1990 Cave Banvin, ville de Saint-Leu-d'Esserent
- 1991 Maison Mansart, Paris
- 1992 Prieuré Saint-Martin, ville de Montereau
- 1992 Galerie Hélios, Calais
- 1993 Musée de Trutnov (République Tchèque)
- 1995 Espace Buzanval (avec Madeleine Weber), ville de Beauvais
- 1999 Galerie de la Dodane, Amiens
- 1999 Galerie Barbara et Léon Leroy, Bruxelles
- 2000-2003 MAC 2000, Paris
- 2002 Galerie Pierre, Monaco
- 2002 Galerie Côté Rue, Barbizon
- 2004-2005-2006-2007-2008-2009 Galerie Bianca Landgraaf, Laren
- 2004 Salle Saint-Pierre des Minimes, Compiègne
- 2004 Cloître de l’ancien Hôtel-Dieu et musée du Noyonnais, Noyon
- 2006 Galerie Samagra, Paris
- 2006 Galerie du Fleuve, Paris
- 2006 Abbatiale de Saint-Leu-d'Esserent (avec des textes d'Alain Marc dans le cadre de « Dialoguons avec le visible, 5 artistes dans 5 églises de l’Oise »)
- 2007 Villa Mériadec, Tréboul, Bretagne
- 2007-2008 Portes ouvertes d'atelier, manifestation Invitations d'artistes organisée par le conseil régional de Picardie
- 2008 Galerie Arte.FACT, Poitiers
- 2008 Jardins de l'abbatiale de Saint-Leu-d'Esserent (avec des lectures d'Alain Marc dans le cadre des Journées européennes du patrimoine)
- 2010 Musée Camos, Bargemon
- 2011 Sentiers avec Laurence Granger et Delphine Rault dans le cadre des Invitations d'artistes organisées par le conseil régional de Picardie, Arsenal-Musée de Soissons
- 2013 Ondes parallèles (avec Serge Saunière[4]), organisée par l'Académie d'art de Meudon et des Hauts-de-Seine et la collection [Gautier & Co], musée d'art et d'histoire de Meudon et médiathèque de Meudon-la-Forêt[5] (avec notamment une rencontre des plasticiens et de leurs poètes[6])
- 2014 Univers mêlés (sculptures métal noir et derniers lavis[7]), Café des négociants, Rezé
- 2015 Invité d'honneur aux Irisiades avec poursuite de l'exposition en plein air sur le mois, jardins du Château d’Auvers-sur-Oise
- 2019 Jambage. L'énergie du signe avec Bang Hai Ja en hommage à Pierre Célice[8], Galerie Penthièvre (Galerie Françoise Livinec), Paris 8e
- 2019 Carte blanche à Bertrand Créac'h[9], musée d'art et d'histoire de Meudon, Meudon
- 2021 Espace et matière - Sculptures, aquarelles, dessins, Arts Raden, Ti Raden Kerdréanton, Plogastel-Saint-Germain[10]
- 2022 Passages, Chapelle Notre-Dame-de-la-Sagesse, Paris 13e
- 2022 Espace et matière - Aquarelles, dessins, sculptures, galerie Arts V12, Angers

### Expositions collectives
- Comparaison, Grand Palais, Paris

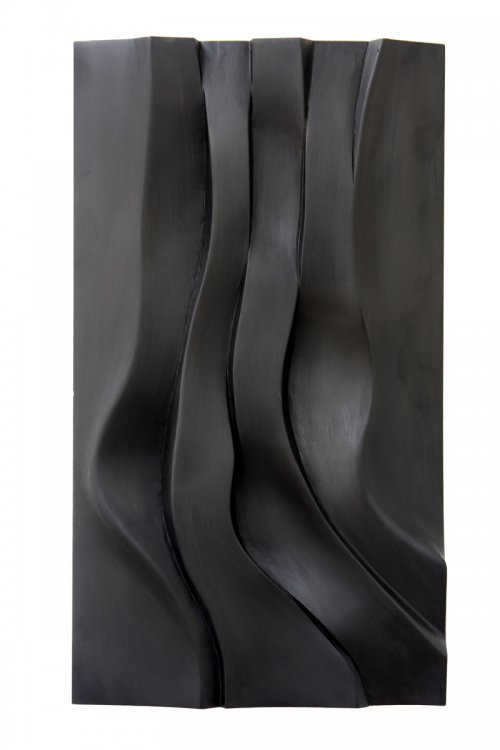
Bas-relief bois noir Ruisseau I 0,90 m x 0,60

- Grands et jeunes d’aujourd’hui, Grand Palais, Paris
- Salon des Réalités Nouvelles, Grand Palais, Paris
- Salon de Mai, Grand Palais, Paris
- Salon départemental de l'Oise
- Exposition internationale château de Collioure
- Galerie de l'Odéon, Paris
- Galerie Samagra, Paris
- 1992 Sculptures du monde, galerie Sculptures, Madrid
- 1992 Galerie Jean-Louis Chapelon, Paris
- 1992 FIDEM (XXIIIe congrès), Londres
- 1994 Château de Bussière, centre d’art, La Tagnière, Saône-et-Loire
- 1995 Dix d’ici (Pascal Bruandet, Bertrand Créac’h, Jérôme Ghesquière, Marie-Christine Goussé, Luc Legrand, Antoinette Lepage, Odile Levigoureux, Édith Meusnier, Philippe Playe, Madeleine Weber), centre culturel de Compiègne, et galerie de l’espace Buzanval, ville de Beauvais
- 1998 Deux sculpteurs : Créac’h et Weber, Malassise, Oise
- 1999 Trois sculpteurs : Créac’h, Milovanovic et Weber, Malassise, Oise
- 1999-2001 Hôtel-Dieu, parvis de Notre-Dame de Paris (galerie Samagra)
- 2001 Groupe 109, Grand Palais, Paris
- 2003 Galerie Dung Bui, Paris
- 2008 Daniel Pontoreau et Bertrand Créac’h : Rencontre avec Jacques Victor André, ancienne abbaye Saint-Léger / musée de Soissons
- 2008 Salon des éditeurs de bibliophilie contemporaine Page(s) 11, galerie Michèle Broutta (livre-sculpture[11])
- 2008-2009 Galerie Michèle Broutta (livre-sculpture[11])
- 2009 Exposition Juste des livres, Livres d'artistes des éditions Dumerchez (Livre-sculpture[11] et autre - artistes accompagnant l'exposition des livres d'artistes : Colette Deblé, Antonio Segui, Joël Leick, Jean Cortot, Jean-Luc Parant, Marc Gerenton, Ernest Pignon-Ernest, Zao Wou-Ki, Michel Mousseau, Gérard Titus-Carmel, Claude Viallat), musée départemental de l'Oise, Beauvais
- 2010-2011-2012-2013-2014 Parc de sculptures « Michèle et Guy Beddington », Bargemon
- 2012 Ombre et lumière avec Madeleine Weber et Marcel Créac’h dans le cadre des Invitations d'artistes organisées par le conseil régional de Picardie, Malassise, Oise
- 2013 2e Festival « la Poésie en avant », exposition de 3 lavis avec 3 sérigraphies d'extraits de poèmes de Pierre Garnier et d'Alain Marc, centre culturel la Faïencerie, Creil
- 2013-2014 Galerie Karry, Paris
- 2013 Résonnance avec Serge Saunière et Pascal Catry dans le cadre des Invitations d'artistes organisées par le conseil régional de Picardie, Malassise, Oise
- 2013, Si proche... si lointain (avec Serge Saunière), Victoria's gallery, Paris 9e
- 2014 Victoria's gallery (avec Haritorn Akarapat, Jie-Yeon Jeon, Jorge Manzano, Juraj Kollar, Lê Thừa Tiến, Mai Dac Linh, Nguyen Câm, Serge Saunière, Stefan Papco et Zhou Gang), Paris 9e
- 2014 Circuit d'art actuel « Grisy Code » (avec Olivier Gleize, Michel Guillaume Kirsch, Philippe Bax, Abdallah Akar, Charles Bézie, India-Serena, Lino de Giuli, Chantal Atelin et autres), Grisy-les-Plâtres, Val d'Oise
- 2016 AbstrActions (commissaire d'exposition Gérard Xuriguera - avec notamment Yves Alcaïs, Noël Pasquier, Guy de Rougemont, Shin Sung-Hy et Mauro Staccioli), Galerie 89, Viaduc des Arts, Paris
- 2016 Les Lignes émancipées..., exposition de sculptures (avec notamment Bernar Venet), château de Bosc, Domazan, Gard[12]
- 2016-2017 Galerie Penthièvre (Galerie Françoise Livinec, exposition Jardin d'eau de Jang Kwang Bum), Paris 8e
- 2017 Ici est ailleurs (totems avec Bang Hai-Ja, Choi Jun-Kun, Jeanne Coppel, François Dilasser, Matthieu Dorval, Szilard Gaspar, Jang Kwang Bum, Kang Un, Rabi Koria, Loïc Le Groumellec, Bernard Rancillac, Wei Ligang, Léon Zack, Fatiha Zemmouri et Zuka), Espace d'art de l'école des filles (Galerie Françoise Livinec), Huelgoat[13]
- 2017 Circuit d'art actuel « Grisy Code » (en duo avec Madeleine Weber[14] et avec notamment Hélène Leroy), Grisy-les-Plâtres, Val d'Oise
- 2017 Comme un paysage... (totems avec Jeanne Coppel, Madeleine Grenier, Xavier Krebs, et Paul-Auguste Masui), Galerie Matignon (galerie Françoise Livinec), Paris 8e
- 2018 Bernard Dumerchez, éditeur, une vie de livres et d'art (Livres-sculptures[11],[15]), MUDO - Musée de l'Oise, Beauvais
- 2018 Voyages célestes (totems avec Maryline Pomian et Serge Saunière), musée de l'Archerie et du Valois, Crépy-en-Valois
- 2018 Artfareins, château Bouchet (totems entre autres avec Scenocosme), Fareins
- 2018 Art Élysées 2018 (totems avec Michel Carrade, Jeanne Coppel, Madeleine Grenier, Jacques Grinberg, Choi Jun-Kun, Jang Kwang Bum, Loïc Le Groumellec, André Marfaing, Bai Ming, Kim Myong Sook, Pierre Tal Coat), galerie Penthièvre (galerie Françoise Livinec), Paris 8e[16]
- 2018 Les Arts papiers 2018 (Retour et suite) (dessins avec une trentaine d'artistes), ARTEVA, Maison des associations, ancienne Manufacture des Tabacs, Nantes[17]
- 2019 Sans fil conducteur, ARTEVA, Maison des associations, ancienne Manufacture des Tabacs, Nantes
- 2019 Cap sur les arts, Maison des Traouïero, Perros-Guirec
- 2019 Beaux-Arts ligne et figure (Artiste associé : Matthieu Venot ; Artistes invités : Xavier Blondeau, Jean-Paul Boyer, Bertrand Creac’h, Lionel Desneux, Daniel Duhamel, Frédérique Gaumet, Jean-Paul Hebrard, Claude Lazar, Clémence Lerondeau, Aude Mouillot, Monique Pavlin, Jean-Marc richard et Bernard Russo), grande galerie, espace culturel Condorcet, Viry-Châtillon[18]
- 2020 Galeristes 2020, stand de la galerie Françoise Livinec, Carreau du Temple, Paris
- 2021 The Urban Landscape avec Francesco Marino di Teana, Vincent Batbedat, Philolaos et Eva Papadopoulou, P gallery, Athènes[19]

### Collections publiques
- 1979-1982-1984 Éditions de bronzes, hôtel de la Monnaie, Paris
- 1984 Fontaine, ville de Méru
- 1996 Sculptures marbre gris « Masculin » et « Féminin », parc du conseil général de l'Oise, Beauvais
- 1996 Sculpture bois « Braga », musée départemental de l'Oise, Beauvais
- 2001 Sculptures marbre noir, symposium d’Aley (Liban)[20]
- 2007 Livre-sculpture En regard, sur Bertrand Créac'h, fonds Bernard Dumerchez, médiathèque départementale de l'Oise, Beauvais[11]
- 2008 Sculpture en pierre « l'Arbre-oiseau » en hommage à Pierre Garnier, conseil régional de Picardie
- 2009 Sculpture en pierre « Rêverie », conseil régional de Picardie
- 2012 Bas-reliefs bois noir « Méandres » et « Ruisseau II », abbaye Saint-Léger-musée de Soissons
- 2013 Livre-sculpture En regard, sur Bertrand Créac'h, réserve des livres rares, bibliothèque nationale de France[11]
- 2013 Deux sculptures, musée d'art et d'histoire de Meudon et parc de sculptures[21]

### Interventions
- 1995 Objets tactiles sur le thème « l'Œuf » (exposition Brancusi) centre Georges Pompidou, Paris
- 2000 Objets tactiles d'après les collections centre Georges Pompidou, Paris
- 2000 Valise pédagogique « Prière de toucher », musée départemental de l'Oise, Beauvais

### Art sacré
- 1990 : fontaine pour les fonts baptismaux, abbatiale de Saint-Leu d’Esserent[22]
- Mai 2010 : installation éphémère de deux bannières peintes 40 m × 2,60 m masquant les échafaudages pour l’ordination du nouvel évêque Jacques Benoit-Gonnin, cathédrale Saint-Pierre de Beauvais[23]
- 2015 : croix, église Notre-Dame-du-Rosaire, Rezé[24]
- 2015 : vitraux église Notre-Dame d'Armancourt[25]
- 2022 : totem doré, Chapelle Notre-Dame-de-la-Sagesse, Paris 13e

### Bourse et résidence
- 2010 Résidence atelier Michel Fedoroff
- 2013 Bourse de travail conseil régional de Picardie pour la réalisation d'un ensemble d'art sacré : création d'un vitrail, d'un ciboire et d'un calice[26]

### Divers
Sculptures sur le plateau de l'émission télévisée Thé ou Café du 4 décembre 2016 animée par Catherine Ceylac.
Partenariat avec les galeries Atelier 27 et Melissa Paul à Paris.

#### Poésie
- Alain Marc, En regard, sur Bertrand Créac’h, poèmes & photographies de sculptures et lavis de l'artiste, Bernard Dumerchez, 2007/2008 - livres  (ISBN 9782847910803), exemplaires de tête et livres-sculptures[11]

Poèmes « En regard, sur et autour de Bertrand Créac'h » in Alain Marc, En regard sur Froeliger, Kej, Griggio, Lawrence..., Unicité, coll. « Le Metteur en signe », 2022, 140 p. (ISBN 9782373557527, présentation en ligne).

#### Autres livres
- Bertrand Créac'h, Poésie en relief, Sculptures et lavis, préface de Philippe Méhat, œuvres de Bertrand Créac'h en vis-à-vis de textes inédits et extraits de poèmes parus de Pierre Garnier, Librairie du Labyrinthe, Amiens, 2011  (ISBN 9782918397052)
- Bertrand Créac'h, Reliefs, totems et la croix de Rezé, bas reliefs, derniers totems et croix de Rezé avec des poèmes et texte de Denis Dormoy, du père Bernard Grenier et de Yanou Josse, Bernard Dumerchez, 2017  (ISBN 9782847911923)
- Bertrand Créac'h, Sculptures et dessins, textes de Bertrand Créac'h et Hélène Poisot, éditions FL' (Françoise Livinec), 2019  (ISBN 9782919199273)[27]
- Bertrand Créac'h, Regard posé, Sculptures et dessins, textes de Bertrand Créac'h et Hélène Poisot, éditions FL' (Françoise Livinec), 2020  (ISBN 9782919199280)[28]

#### Catalogues et plaquettes
- Bertrand Créac’h, sculptures marbre de Carrare, du Portugal, gris et pierre de Soignies, fontaine de la ville de Méru, poème de Han Shan, préface de Gérard Xuriguera, Conseil général de l'Oise / Conseil régional de Picardie, 1990 ?
- plaquette trois volets Bertrand Créac’h, sculptures marbre de Carrare, du Portugal et pierre de Chauvigny, Conseil général de l'Oise / Montereau-Fault-Yonne, 1993 ?
- Bertrand Créac’h, totems bois, texte de Jean-Louis Chapelon, poème de Florence Taubmann, Conseil général de l'Oise / Direction régionale des Affaires culturelles de Picardie, 1994 ?
- Créac’h, totems, refuges, frontispices, récifs, résines, objets tactiles, bronzes, valise pédagogique et fontaine fonts baptismaux Abbatiale de Saint-Leu d’Esserent, textes de Josette Galiègue, Bernard Billa et Élizabeth Amzallag-Augé, Conseil général de l'Oise, 2000
- Bertrand Créac’h, Sculptures et lavis, œuvres récentes, 2000-2004, sculptures pierre de Chauvigny, galets bois blanchi, résines et lavis, à la suite des expositions de Noyon et Compiègne, préfaces de Barbara Sibille, Évelyne Lerouge et Éric Blanchegorge, texte de Bernard Billa, poèmes de Pierre Reverdy, Lanza del Vasto et José-Maria de Heredia, 2004
- Plaquette leporello Bertrand Créac’h, sculptures métal, texte de Pierre Garnier, chez l'artiste, 2013
- Bertrand Créac’h, sculptures métal, bannières de la cathédrale de Beauvais, vitraux, ciboire et calice, préface de Gérard Xuriguera, texte de Pierre Garnier, poèmes de Denis Dormoy et Alain Marc, Conseil régional de Picardie, 2014